# Narke (zoologia)
Narke Kaup, 1826 è un genere di torpedini della famiglia Narkidae.

## Descrizione
Gli appartenenti a questo genere sono caratterizzati dall'avere delle pinne pettorali di forma quasi circolare, una coda piuttosto corta e spessa corredata da larghe pinne caudali e una sola pinna dorsale (un tratto, questo, condiviso all'interno dei narkidi solo con gli appartenenti al genere Typhlonarke).

## Distribuzione e habitat
Questo genere di pesci cartilaginei è diffuso nell'Indo-Pacifico occidentale e al largo della costa dell'Africa meridionale.

## Tassonomia
Il genere comprende 3 specie:
- Narke capensis (J. F. Gmelin, 1789)
- Narke dipterygia (Bloch & Schneider, 1801)
- Narke japonica (Temminck & Schlegel, 1850)